# Tour de Drenthe
O Tour de Drenthe (oficialmente: Albert Achterhes Pet Ronde van Drenthe) é uma corrida de ciclismo nos Países Baixos que se disputa na província de Drente.
A prova foi criada em 1960 sendo amador até 1996 por isso a maioria dos seus ganhadores têm sido neerlandeses. Foi de categoria 1.5 ascendendo progressivamente até a 1.3. Desde a criação dos Circuitos Continentais da UCI em 2005 faz parte do UCI Europe Tour, dentro da categoria 1.1, salvo em 2011 que foi de categoria 2.1 já que foi corrida por etapas como a Dwars door Drenthe se integrou nesta corrida como primeira etapa.
Quando é corrida de um dia seu traçado é de 200 km passando a 180 km por etapa quando foi voltada por etapas. Sempre tem tido final e início em Hoogeveen salvo em 2011 que ao ser corrida por etapas começou em Coevorden como o início do Dwars door Drenthe muda de um ano para outro.

## Dwars door Drenthe
Em 2010 e desde o 2012 disputa-se também outra corrida profissional masculina com similares características que o Tour de Drenthe, chamada Dwars door Drenthe, de facto se enquadra no mesmo programa de competições consecutivas disputadas entre a quinta-feira e no domingo, três femininas e duas masculinas, ainda que sem nenhuma ordem predeterminada de um ano a outro. Em 2011 considerou-se extraoficialmente como a primeira etapa do Tour de Drenthe. Sempre tem sido de categoria 1.1.

## corridas femininas
Desde 1998 disputam-se também várias corridas profissionais femininas de menor quilometragem em seu traçado que o Tour de Drenthe ainda que com similares características, de facto também se enquadram no mesmo programa de competições consecutivas disputadas entre a quinta-feira e no domingo, ainda que sem nenhuma ordem predeterminada de um ano a outro.
A primeira foi criada em 1998 e desde o 2011 tem o nome de Novilon Euregio Cup ainda que tem tido vários nomes como Novilon Internationale Damesronde van Drenthe (o mais usado) entre 1998 e 2007 e Novilon Eurocup Ronde van Drenthe entre 2008 e 2011. Esta foi de categoria 1.9.1, entre 2003 e 2006 passou a ser corrida de três etapas sendo de categoria 2.9.1 (máxima categoria do profissionalismo para corridas por etapas) renomeando-se essa categoria em 2005 pela 2.1 mantendo a corrida dito status. Em 2006 voltou a ser corrida de uma única etapa sendo de categoria 1.1, excepto no 2010 que foi amador (ainda que seguiram participando corredoras de primeiro nível). Tem uns 140 km de traçado.
Em 2007 a Fundação do Tour de Drente (Stichting Ronde van Drenthe) criou a Drentse 8 van Dwingeloo, desde o 2012 simplesmente Drentse 8 e desde o 2015 Drentse Acht van Westerveld, dentro da categoria 1.1. Habitualmente tem tido 141 km de traçado.

## Palmarés

### Edições amador
| Ano       | Ganhador               | Segundo                | Terceiro               |
| --------- | ---------------------- | ---------------------- | ---------------------- |
| 1960      | Jurre Dokter           | Bert Boom              | Wim Boogers            |
| 1961      | Cees de Jongh          | Jaak Mesters           | Bert Boom              |
| 1962      | Bart Solaro            | Gérard Wesseling       | Théo Rutten            |
| 1963-1964 | edições não realizadas | edições não realizadas | edições não realizadas |
| 1965      | Roel Hendriks          | Adri Van Kemenade      | Piet Barendregt        |
| 1966      | Piet Tesselaer         | Harm Ottenbros         | Harry Stevens          |
| 1967      | Leen de Groot          | Marinus Wagtmans       | Jan Brouwer            |
| 1968      | Jan van Katwijk        | Herman Hoogzaad        | Michel Bertou          |
| 1969      | Ben Janbroers          | Piet Hoekstra          | Michel Bertou          |
| 1970      | Popke Oosterhof        | Tino Tabak             | Nano Bakker            |
| 1971      | Juul Bruessing         | Nano Bakker            | Kees Balk              |
| 1972      | Hennie Kuiper          | Kees Balk              | Piet van Katwijck      |
| 1973      | Gerrie van Gerwen      | Piet van der Kruys     | Henk Prinsen           |
| 1974      | Co Hoogendoorn         | Jan Raas               | Piet van der Kruys     |
| 1975      | Jimmy Kruunenburg      | Henk Botterhuis        | Alfons van Katwijck    |
| 1976      | Wil van Helvoirt       | Herman Snoeyink        | Martin Rietveld        |
| 1977      | Joop Ribbers           | Piet van der Kruys     | Egbert Koersen         |
| 1978      | Henk Mutsaars          | Jos Lammertink         | Théo De Rooy           |
| 1979      | Wim de Waal            | Jan Feiken             | Théo De Rooy           |
| 1980      | Henk Mutsaars          | Dries Klein            | Dries Timmer           |
| 1981      | Rum Snijders           | Ad Dekkers             | Bert Wekema            |
| 1982      | Hans Baudoin           | Arie Assink            | Bert Wekema            |
| 1983      | Rum Snijders           | Bert Wekema            | Jannes Slendeboroek    |
| 1984      | Anton van der Steen    | Jos Alberts            | Dick van Oirschot      |
| 1985      | Henk Boeve             | Henri Dorgelo          | Michel Cornelisse      |
| 1986      | Jan-Hendrik Dekker     | Michel Cornelisse      | Anton van der Steen    |
| 1987      | Richard Luppes         | Jan-Hendrik Dekker     | Eddy Schurer           |
| 1988      | Stephan Räckers        | Patrick Coone          | Peter de Vos           |
| 1989      | Erik Knuvers           | Tonnie Teuben          | Gérard Kemper          |
| 1990      | Gérard Kemper          | Rob Mulders            | Erik Dekker            |
| 1991      | Allard Engels          | Patrick Rasch          | Erik Dekker            |
| 1992      | Paul Konings           | Erik Dekker            | Raymond Thebes         |
| 1993      | Allard Engels          | Anthony Theus          | Paul Konings           |
| 1994      | Anthony Theus          | Rik Reinerink          | Rik Rutgers            |
| 1995      | Pascal Appeldoorn      | Niels van der Steen    | Steven de Jongh        |
| 1996      | Karsten Kroon          | Benny Gosink           | Martin van Steen       |

### Edições profissionais
| Ano                                                                   | Vencedor             | Segundo              | Terceiro            |           |
| --------------------------------------------------------------------- | -------------------- | -------------------- | ------------------- | --------- |
| 1995                                                                  | Pascal Appeldoorn    | Niels van der Steen  | Steven de Jongh     |           |
| 1996                                                                  | Karsten Kroon        | Bennie Gosink        | Martin van Steen    |           |
| 1997                                                                  | Anthony Theus        | Martin van Steen     | Louis de Koning     |           |
| 1998                                                                  | Remco van der Ven    | Paul van Schalen     | Berry Hoedemakers   |           |
| 2001 edição não realizada devido ao risco de infecção de febre aftosa |                      |                      |                     |           |
| 1999                                                                  | Jans Koerts          | Martin van Steen     | Rudie Kemna         |           |
| 2000                                                                  | Andy De Smet         | Berry Hoedemakers    | John den Braber     |           |
| 2002                                                                  | Rudie Kemna          | Andy De Smet         | Marc Vlijm          |           |
| 2003                                                                  | Rudie Kemna          | Eric Baumann         | Ralf Grabsch        |           |
| 2004                                                                  | Erik Dekker          | David McKenzie       | Simone Cadamuro     |           |
| 2005                                                                  | Marcel Sieberg       | Tom Veelers          | Jarosław Zarębski   |           |
| 2006                                                                  | Markus Eichler       | Floris Goesinnen     | Wouter Mol          |           |
| 2007                                                                  | Martijn Maaskant     | René Jørgensen       | Luca Solari         |           |
| 2008                                                                  | Coen Vermeltfoort    | Stefan van Dijk      | Fulco van Gulik     |           |
| 2009                                                                  | Maurizio Biondo      | Kenny van Hummel     | Grega Bole          |           |
| 2010                                                                  | Alberto Ongarato     | Andy Cappelle        | Michał Gołaś        |           |
| 2011                                                                  | Kenny van Hummel     | Sacha Modolo         | Adam Blythe         |           |
| 2012                                                                  | Bert-Jan Lindeman    | Guillaume Boivin     | René Jørgensen      |           |
| 2013                                                                  | Alexander Wetterhall | Markus Eichler       | Andreas Schillinger |           |
| 2014                                                                  | Kenny Dehaes         | Scott Thwaites       | Bert-Jan Lindeman   |           |
| 2015                                                                  | Edward Theuns        | Bert-Jan Lindeman    | Joey van Rhee       |           |
| 2016                                                                  | Jesper Asselman      | Mark McNally         | Dylan Groenewegen   |           |
| 2017                                                                  | Jan-Willem van Schip | Twan Castelijns      | Jasper De Buyst     |           |
| 2018                                                                  | František Sisr       | Dries De Bondt       | Preben Van Hecke    |           |
| 2019                                                                  | Pim Ligthart         | Robbert de Greef     | Nicola Bagioli      |           |
| 2020                                                                  | cancelado            | cancelado            | cancelado           | cancelado |
| 2021                                                                  | Rune Herregodts      | Andrea Pasqualon     | Dylan Groenewegen   |           |
| 2022                                                                  | Dries Van Gestel     | Barnabás Peák        | Hugo Hofstetter     |           |
| 2023                                                                  | Per Strand Hagenes   | Tobias Lund Andresen | Adam de Vos         |           |
| 2024                                                                  | cancelado            | cancelado            | cancelado           | cancelado |

Notas:
- Na edição 2005, o segundo classificado em princípio foi Kirk O'Bee mas foi desclassificado por dopagem.[10]
- A edição 2011 foi uma corrida de 2 etapas.

## Palmarés por países
| País          | Vitórias |
| ------------- | -------- |
| Países Baixos | 49       |
| Bélgica       | 3        |
| Itália        | 2        |
| Alemanha      | 2        |
| Suécia        | 1        |
| Chéquia       | 1        |